# Johann Georg Battonn

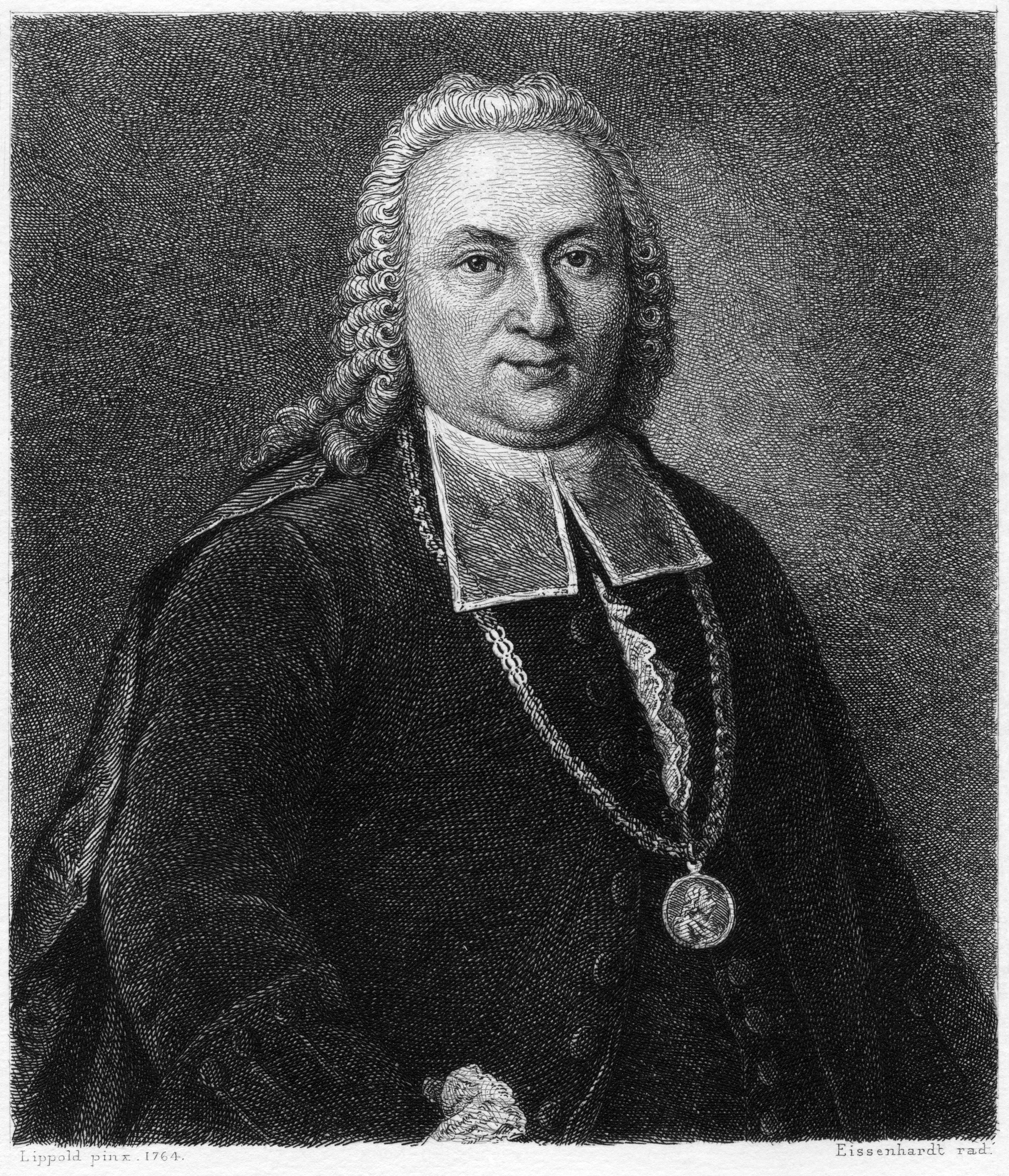
Johann Georg Battonn, 1764
(Radierung von Johannes Kaspar Eissenhardt nach einem Ölgemälde von Franz Lippold)

Johann Georg Battonn (* 14. Mai 1740 in Mainz; † 21. April 1827 in Frankfurt am Main) war ein deutscher Historiker und katholischer Priester.

## Leben und Werk
Battonn war der älteste Sohn des Mainzer Weißbierbrauers Damian Johann Georg Battonn (auch Bathon oder Bathong) und seiner Frau Anna Sophia geb. Balthes. Er wurde am 6. Dezember 1759 Kanonikus des Stiftes St. Bartholomäus in Frankfurt, wo er den größten Teil seines Lebens verbrachte. Seit 1760 wohnte er im Arnsburger Hof,  in einem der Vikariehäuser, die zum Fronhof des Stiftes gehörten. 1802 wurde er letzter Kustos und letzter Archivar des am 19. Oktober 1802 säkularisierten und in den Besitz der Stadt gefallenen Stiftes. Seinen Lebensabend verbrachte er in Frankfurt.
Battonns bedeutendstes Werk ist die Oertliche Beschreibung der Stadt Frankfurt am Main, eine Sammlung topographischer Informationen über alle Örtlichkeiten und Gebäude der alten Reichsstadt vom Ende des 18. Jahrhunderts. Obwohl das Werk nicht den heutigen Maßstäben der Quellenkritik genügt – oder auch nur denen des 19. Jahrhunderts – handelt es sich trotzdem um einen bedeutenden Meilenstein der Frankfurter Geschichtsschreibung, da es zum Teil auf Quellen zurückgreift, die heute nicht mehr existieren (z. B. die Privatarchive der katholischen Stifterfamilien).
Battonn konnte sein Werk nicht mehr herausgeben, da er im Alter erblindete. Er übergab seine Arbeiten an Johann Karl von Fichard zur Komplettierung und Herausgabe. Fichard starb jedoch bereits 1829, bevor er diese Arbeit abschließen konnte. Aus seinem Nachlass gelangte auch Battonns Topographie in den Besitz des Frankfurter Stadtarchivs.
Erst 1861 bis 1875 erschien die Oertliche Beschreibung der Stadt Frankfurt am Main in sieben Bänden, herausgegeben vom Frankfurter Verein für Geschichte und Alterthumskunde.
Neben der Topographie stellte er eine Liste der Pröpste des Bartholomäusstiftes zusammen und verfasste die Schrift Der Kaiserdom zu Frankfurt a. M., die 1869 postum von Ernst Kelchner herausgegeben wurde.
Nach Johann Georg Battonn ist die Battonnstraße in der Frankfurter Altstadt benannt.

## Werke (Auswahl)
- Ludwig Heinrich Euler (Hrsg.): Oertliche Beschreibung der Stadt Frankfurt am Main. Verlag des Vereins für Geschichte und Alterthumskunde, Frankfurt a. M. 1861–1875. 7 Hefte:
  - Heft 1: Die geschichtliche Einleitung enthaltend. 1861, online in der Google-Buchsuche.
  - Heft 2: Die Beschreibung der Altstadt und zwar des östlichen und nördlichen Theils der Oberstadt enthaltend. 1863, online in der Google-Buchsuche.
  - Heft 3: Die Beschreibung der Altstadt und zwar des südlichen und westlichen Theils der Oberstadt enthaltend. 1864, online in der Google-Buchsuche.
  - Heft 4: Die Beschreibung der Altstadt und zwar des letzten Theils der Oberstadt und des Anfangs der Niederstadt enthaltend. 1866, online in der Google-Buchsuche.
  - Heft 5: Die Beschreibung des Schlusses der Altstadt und des Anfangs der Neustadt enthaltend. 1869, online in der Google-Buchsuche.
  - Heft 6: Die Beschreibung des übrigen Theils der Neustadt enthaltend. 1871, online in der Google-Buchsuche.
  - Heft 7: Die Beschreibung von Sachsenhausen enthaltend. 1875, Digitalisat.
- Der Kaiserdom zu Frankfurt a. M.: Beiträge zur Geschichte des St. Bartholomäus-Stiftes und seiner Kirche: aus dem handschriftlichen Nachlasse des Canonicus Johann Georg Battonn. Mit Anmerkungen herausgegeben von Ernst Kelchner. Auffarth, Frankfurt a. M. 1869.